# Joseph de Villèle
Jean-Baptiste Guillaume Joseph Marie Anne Séraphin, první hrabě z Villèle (14. dubna 1773 Toulouse – 13. března 1854 Toulouse) byl francouzský politik konzervativní orientace. V letech 1821–1828 byl premiérem Francie. Byl vůdcem ultraroajalistické frakce během restaurační éry. V letech 1815–1818 byl starostou rodného Toulouse.

## Život
Jako voják sloužil v Západní Indii (Karibiku) a Východní Indii (jihovýchodní Asii). Byl zatčen na ostrově Bourbon (nyní Réunion) během jakobínského teroru, ale po pádu jakobínů (thermidoru) v červenci 1794 byl osvobozen. V roce 1796 pomohl vyhnat Baca a Burnela, kteří přišli na ostrov, aby prosadili zrušení otroctví. Získal plantáž a šedesát otroků. V roce 1799 se oženil s dcerou pana Desbassynse de Richemont, jehož statky pak spravoval. V letech 1799–1803 působil v Koloniálním shromáždění. Roku 1807 se Villèle, který v koloniích nashromáždil velké jmění, vrátil do Francie. Od roku 1813 byl členem tajné ultraroajalistické organizace Les Chevaliers de la Foi (Rytíři víry).
Po pádu Napoleona a bourbonské restauraci v roce 1814 se okamžitě přihlásil veřejně k roajalistickým principům. V letech 1814–1815 byl starostou Toulouse a v roce 1815 poslancem za department Haute-Garonne. Zaujal místo na pravici mezi ultraroajalisty. Odmítal dokonce i ústavu jako příliš demokratický institut.
V nové sněmovně z roku 1816 byla Villèlova strana v menšině, ale jeho osobní autorita přesto rostla. Podle volebního zákona z roku 1817 byl do sněmovny přijat abbé Grégoire, o němž se říkalo, že v Konventu hlasoval pro smrt francouzského krále Ludvíka XVI. Ultraroajalisté, známí též jako Ultras, rozpoutali poplašnou kampaň, která ještě zesílila po atentátu na prince Karla Ferdinanda Bourbonského. Vliv Ultras stoupl a premiér Richelieu byl nucen přijmout do vlády dva z jejich vůdců, včetně Villèlea. Získal post ministra bez portfeje. Poměrně brzy z vlády odešel, ale po pádu Richelieua na konci roku 1821 se stal novým faktickým premiérem a zároveň ministrem financí. Aby mohl být premiérem oficiálním, udělil mu Ludvík XVIII. roku 1822 hraběcí titul. Ve funkci okamžitě přistoupil k umlčení opozice přísnými tiskovými zákony a odhalení menších liberálních spiknutí mu poskytlo záminku k dalším represím. Ač byl skeptický k francouzskému vojenskému tažení na podporu španělského krále v roce 1823, za úspěch tažení si připsal jistý kredit.
Upevnil královskou moc tím, že přesvědčil Ludvíka XVIII., aby přečíslil liberální většinu v horní komoře nominací sedmadvaceti nových pairů. Dočasná popularita monarchie po španělském tažení mu zajistila novou sněmovnu, velmi konzervativní a jemu oddanou. Mandát této sněmovny navíc trval sedm let. Villèleovým plánům na obnovu ancien régime pomohla smrt Ludvíka XVIII. a nástup jeho bratra Karla X., neochvějného zastánce absolutní monarchie. Prosadil odškodnění emigrantů, kteří ztratili půdu během francouzské revoluce a vrácení privilegií církevním kongregacím. Katolíci pod jeho ochranou vyhnali z univerzit liberální vyučující. Zákon z roku 1825 učinil svatokrádež trestným činem trestaným smrtí. Všechna tato opatření vyvolala násilný odpor. Protesty nedokázal utlumit ani nový a přísnější tiskový zákon. Nová sněmovna z roku 1827 byla vůči Villèlovi nepřátelsky naladěna, a tak po jistém boji s ní rezignoval. Uvolnil místo krátce trvající umírněné vládě Martignacově. Poté se již politicky neangažoval.